# باروت أو إس
باروت أو أس عبارة عن توزيعة لينكس تعتمد على دبيان مع التركيز على الأمان والخصوصية والتطوير.

## الأساس
يعتمد باروت على توزيعة دبيان المستقرة، مع نواة لينكس 6.1. ويتبع نموذج تطوير الدعم طويل الامد. 
بيئة سطح المكتب هي متة، ومدير العرض الافتراضي هو لايت دي أم .  
تم اعتماد النظام للعمل على الأجهزة التي تحتوي على ما لا يقل عن 256 ميجا بايت من ذاكرة الوصول العشوائي (RAM )، وهو مناسب لكل من معماريات المعالج 32 بت ( i386 ) و64 بت ( إكس86-64).  علاوة على ذلك، المشروع متاح لمعماريات ARMv7 ( armhf ).
في يونيو 2017، أعلن فريق باروت أنهم يفكرون في التغيير من دبيان إلى ديفوان، وذلك بشكل أساسي بسبب المشاكل مع سيستم دي. 
إعتبارًا من 21 يناير 2019، بدأ فريق باروت في التخلص التدريجي من تطوير نسخة ISO 32 بت ( i386 ). 
في أغسطس 2020، باروت أو أس يدعم واجهة المستخدم إكسفس رسميًا. 

## الاصدارات
يحتوي باروت على إصدارات متعددة تعتمد على دبيان، مع توفير بيئات سطح مكتب مختلفة. 

### الاصدار المنزلي
باروت أو أس نسخة المنزل هو الإصدار الأساسي من باروت والمصمم للاستخدام اليومي، وهو يستهدف المستخدمين العاديين الذين يحتاجون إلى نظام "خفيف الوزن" على أجهزة الكمبيوتر المحمولة أو في بيئات العمل الخاصة بهم.
التوزيع مفيد للعمل اليومي. تتضمن هذه النسخة أيضًا برامج للدردشة بشكل خاص مع الأشخاص، أو تشفير المستندات، أو تصفح الإنترنت بشكل مجهول. يمكن أيضًا استخدام النظام كنقطة بداية لبناء نظام بمجموعة مخصصة من أدوات الأمان.

### إصدار الأمان

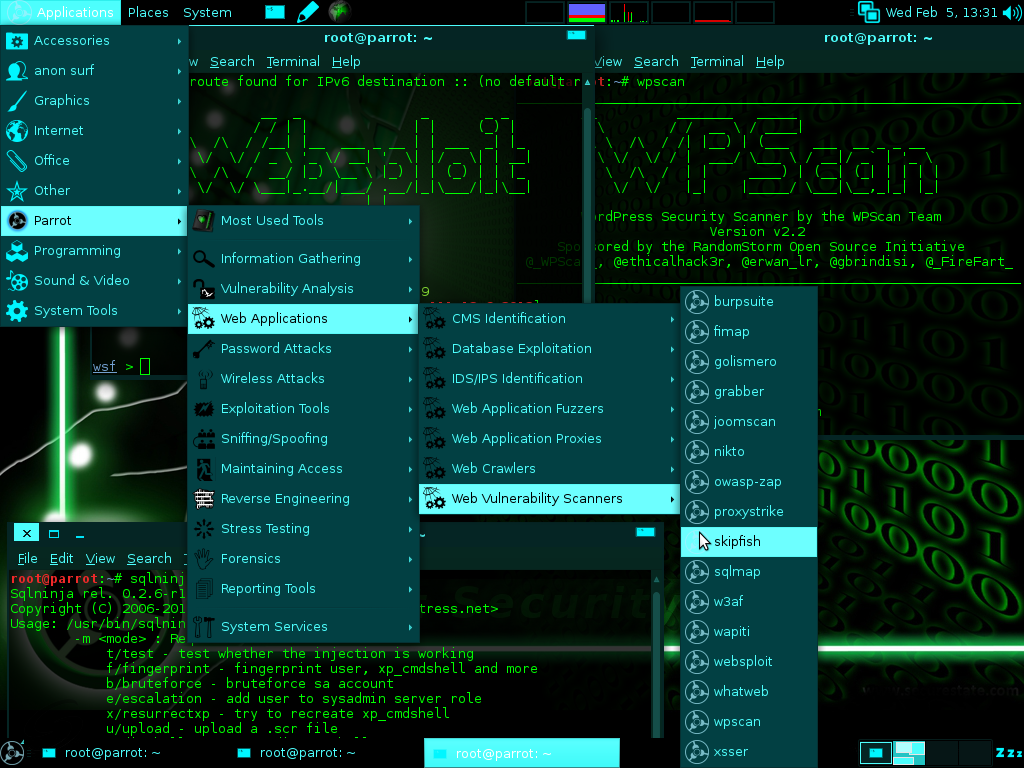
صورة من داخل باروت أو أس يظهر فيها ادوات تستعمل في الامن السيبراني

تم تصميم النسخة الامنية من باروت أو أس لاختبار الاختراق ، وتقييم الثغرات الأمنية والتخفيف من حدتها، والطب الشرعي للكمبيوتر ، وتصفح الويب بشكل مجهول . 

### باروت أرم
باروت أرم هو إصدار خفيف الوزن من باروت للأنظمة المضمنة. وهو متاح حاليًا لأجهزة راسبيري باي.

## أدوات باروت
هناك أدوات متعددة في باروت أو أٍس والتي تم تصميمها خصيصًا لباحثي الأمن والتي تتعلق باختبار الاختراق. تجد أدناه بعضًا منها، ويمكن العثور على المزيد منها على الموقع الرسمي.

### تور
تور، عبارة عن شبكة موزعة تعمل على إخفاء هوية تصفح الإنترنت. تم تصميمه بطريقة تجعل عنوان اي بي الخاص بالعميل الذي يستخدم تور مخفيًا عن الخادم الذي يزوره العميل. كما أن البيانات والتفاصيل الأخرى مخفية عن مزود خدمة الإنترنت (ISP) الخاص بالعميل. تستخدم شبكة تور القفزات لتشفير البيانات بين العميل والخادم. تم تثبيت شبكة تور ومتصفح تور مسبقًا وتكوينهما في باروت أو أس.

### أداة مشاركة أونيون
أداة مشاركة أونيون عبارة عن أداة مفتوحة المصدر يمكن استخدامها لمشاركة الملفات بأي حجم عبر شبكة تور بشكل آمن ومجهول. تقوم الاداة بإنشاء عنوان URL طويل عشوائي يمكن للمستقبل استخدامه لتنزيل الملف عبر شبكة تور باستخدام متصفح تور.

### أنون سيرف
انون سيرف هي أداة مساعدة تجعل اتصال نظام التشغيل يتم عبر تور أو شبكات إخفاء الهوية الأخرى. وفقًا لـ باروت، يقوم انون سيرف بتأمين متصفح الويب الخاص بك وإخفاء عنوان اي بي الخاص بك.

## روابط خارجية
- الموقع الرسمي
- المدونة وملاحظات الإصدار
- ديستروواتش
- إحصاء مشتقات ديبيان